# Vetzan
Vetzan (italienisch Vezzano) ist eine Fraktion der Gemeinde Schlanders im Vinschgau in Südtirol (Italien). Eine irrtümlich teilweise verwendete deutsche Schreibweise ist Vezzan. Das Dorf zählt 465 Einwohner (Stand: 31. Dezember 2015). Es befindet sich auf einem Schwemmkegel auf der orographisch linken, nördlichen Seite des Etschtals. Im Ort bestehen die Freiwillige Feuerwehr mit Jugendfeuerwehr, ein Kindergarten und eine Grundschule für die deutsche Sprachgruppe sowie eine Kirche, mehrere Kapellen und Kreuze.
Südlich unterhalb des Dorfes, zwischen der Staatsstraße 38 und der Etsch, befindet sich ein großes, zu Vetzan gehörendes Gewerbegebiet mit einem Hotel, einer großen Schinkenräucherei, einem Betonmischwerk und anderen Betrieben.
Der Ortsname wurde erstmals in einer Urkunde aus dem Jahre 1170 erwähnt, in der ein gewisser Thebald aus Schlanders dem Stift Marienberg für sein Seelenheil einen Hof in Vetzana schenkt. Es liegt lateinisch Vetanum ‚Landgut der Vetus-Sippe‘ zugrunde. 1928 wurde das bis dahin eigenständige Vetzan der Gemeinde Schlanders zugeschlagen.
2012 wurden in Vetzan zwei Figurenmenhire gefunden. Diese sind seit 2017  in der Bibliothek der Schlandersburg ausgestellt.

## Denkmalgeschützte Gebäude
In Vetzan sind drei Gebäude denkmalgeschützt:
- St. Nikolaus,
- Schmalzhof,
- Runggnöf.